# Rolie Polie Olie
Rolie Polie Olie is een Frans-Canadees-Amerikaanse televisieserie. De serie is gedistribueerd door Disney, CBC, en France 3, en gemaakt door William Joyce, Maggie Swanson en Anne Wood. De serie richt zich op Rolie Polie die is samengesteld uit verschillende sferen en andere driedimensionale geometrische vormen. De serie was een van de eerste serie die volledig werd geanimeerd in CG, en de eerste CG-geanimeerde voorschoolse serie. De serie heeft een vintage sfeer die doet denken aan de jaren 50 & 60, met futuristische elementen.

## Verhaal
Het zesjarige robotjongetje Rolie Polie woont samen met zijn ouders, zusje Zowie, hondje Spot en opa op een planeet waar alles rond is. Hij is de held van de serie en samen bewonen ze een theepothuis waar de hele dag lol wordt gemaakt. Al speelt deze serie zich niet op onze aarde af, toch is het leven van de familie Polie net zo herkenbaar als dat van ons. Ook bij hen worden verjaardagen gevierd en verandert vier keer paar jaar het seizoen, niets menselijks is hen vreemd op die gekke, ronde planeet. Rolie komt tijdens zijn avonturen vaak tot grote inzichten. Spelenderwijs leert hij hoe familieleden samenwerken, hoe ze elkaar kunnen helpen en hoe belangrijk het is om dingen samen te delen.
Met zijn zusje Zowie en zijn grote broer Olie heeft hij bovendien enorm veel plezier. En plezier hebben is uiteindelijk natuurlijk veel belangrijker dan winnen.

## Seizoenen
| Seizoen | Uitzendingen /                      | Afleveringen |
| ------- | ----------------------------------- | ------------ |
| 1       | 3 oktober 1998 - 20 februari 1999   | 13           |
| 2       | 12 juni 1999 - 12 februari 2000     | 14           |
| 3       | 26 augustus 2000 - 24 februari 2001 | 11           |
| 4       | 7 juli 2001 - 28 december 2002      | 13           |
| 5       | 21 december 2002 - 23 oktober 2004  | 11           |
| 6       | 13 november 2004 - 21 mei 2005      | 11           |